# Fantastic Max
Fantastic Max là một loạt phim hoạt hình Anh-Mỹ, ban đầu được phát sóng từ năm 1988 đến năm 1990 như là một phần của Thế giới Funtastic của Hanna-Barbera, được tạo ra bởi Kalisto Ltd. và được sản xuất bởi Hanna-Barbera Productions và kết hợp với S4C. Nó tập trung vào một đứa trẻ mặc tã với một con mohawk tên Maxwell "Fantastic Max" Young, những người có cuộc phiêu lưu trong không gian bên ngoài với hai đồ chơi của mình: FX, một con búp bê ngoài hành tinh kéo chuỗi từ một hành tinh gọi là Twinkle-Twinkle, và AB Sitter, một android giống như C-3PO được tạo thành từ các khối.

## Lịch sử
Chương trình được phát triển bởi Judy Rothman và Robin Lyons từ Siriol Animation như một phần của sự sáng tạo của Kalisto Ltd. và series ban đầu được gọi là Space Baby trước khi được phát triển bởi Mike Young và được sản xuất bởi Hanna-Barbera Productions. Tại Hoa Kỳ, Fantastic Max phát sóng trong hai năm như là một phần của chương trình Funtastic World of Hanna-Barbera hàng tuần. Tập đầu tiên được phát sóng vào Chủ nhật ngày 11 tháng 9 năm 1988 và tập cuối cùng phát vào ngày 21 tháng 1 năm 1990. Hiện tại, Boomerang phát sóng lại chương trình vào thứ Hai đến thứ Sáu lúc 10:30 sáng. Ở Anh, bộ phim được phát sóng trên CBBC, nhưng lần này tất cả các tập phim được chia thành hai phần.